# Matrice nucléaire

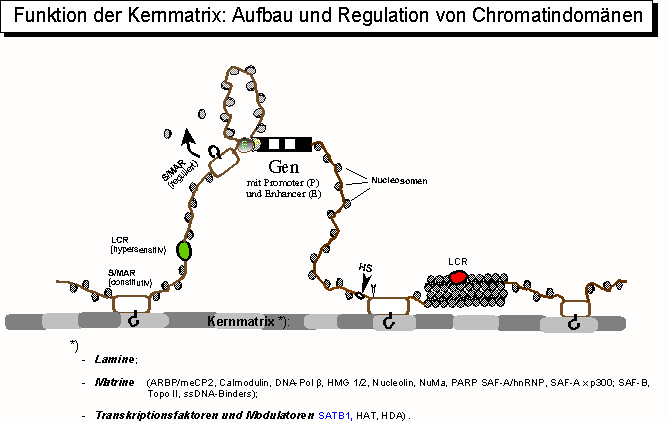
Fonction de Kernmatrix : Aufbau und Regulation von Chromatindomänen

En biologie, la matrice nucléaire est le réseau des fibres trouvées à l'intérieur du noyau d'une cellule, un peu analogue au cytosquelette de la cellule. Elle joue un rôle important dans l'organisation spatiale de l'ADN, sa réplication et sa transcription.
Toutefois, contrairement au cytosquelette, la matrice nucléaire semblerait être une structure très dynamique, un peu comme une éponge dynamique avec des compartiments ouverts permettant aux molécules qui la constituent de pouvoir entrer et sortir du cytosquelette pour circuler librement dans le noyau. La fonction exacte de cette matrice est toujours contestée et son existence même a été récemment remise en question. On a prouvé que la matrice nucléaire était impliquée dans la régulation de l'expression des gènes chez Arabidopsis thaliana.
Sa composition est très mal connue. Elle comporterait 3 type de constituants:
- des lamines
- des molécules insolubles qui restent dans le nucléoplasme après action des traitements de préparation de la matrice (ribonucléoprotéines, enzymes, protéines)
- des constituants fibreux du nucléosquelette (réseau sous membranaire, réseau granulo-fibreux)

## Justification de l'hypothèse de la matrice nucléaire
Pendant longtemps, on a débattu pour savoir si un treillis de polymères, une « matrice nucléaire » était une composante essentielle de l'architecture nucléaire in vivo. Il existe des arguments selon lesquels, à l'interphase, la position relative des territoires chromosomiques, l'équivalent des chromosomes condensés de la métaphase, pourraient être maintenus en raison de l'encombrement stérique ou de forces de répulsion électrostatique. Mais on a aussi observé que les cellules traitées avec les procédés classiques d'extraction de la matrice gardaient leurs territoires jusqu'à ce qu'une sous-population minoritaire de protéines soit extraite et très probablement ces protéines sont à la base du squelette nucléaire.
Les S/MARs, les régions d'ADN que l'on pense servir à fixer l'ADN génomique au squelette nucléaire, montrent une gamme de plus en plus importante d'activités biologiques démontrées. Toutes ces activités sont en accord avec (ou sont plus faciles à expliquer par) l'hypothèse de la matrice nucléaire. C'est une justification pour le maintien de ce concept avant d'autres modèles tout aussi plausibles.
Les S/MARs trouvent une utilité croissante pour la conception rationnelle de vecteurs dans l'utilisation généralisée de la thérapie génique et de la biotechnologie. De nos jours, les fonctions des S/MARs peuvent être modulées, améliorées et adaptées aux besoins spécifiques des systèmes vectoriels.

## Matrice nucléaire et cancer
On a montré que la composition de la matrice nucléaire des cellules humaines était spécifique de la cellule et de la tumeur. On a clairement démontré que la composition de la matrice nucléaire dans une tumeur est différente de ses homologues normaux. Ce fait a été utilisé pour caractériser des marqueurs cancéreux et découvrir la maladie plus tôt encore. Ces marqueurs, retrouvés dans l'urine et le sang, pourraient éventuellement être utilisés dans la détection précoce et le pronostic de cancers humains.